# Everton Stadium
Everton Stadium, kendt af sponsorårsager som Hill Dickinson Stadium, er et kommende fodboldstadion i Vauxhall, Liverpool, England. Stadionet vil blive hjemmebane for Everton inden sæsonen 2025-26 og erstatte Goodison Park. Stadionet vil også være en værtsarena for EM i fodbold 2028.